# Conde de Mértola
O título de Conde de Mértola foi criado por carta de 31 de Março de 1668 do rei D. Afonso VI de Portugal a favor de Friedrich Hermann von Schönberg, único titular.

## Titulares
1. Friedrich Hermann von Schönberg, 1º Conde de Mértola